# Llana of Gathol
Llana of Gathol is een boek uit het science fantasy-genre, van de Amerikaanse schrijver auteur Edgar Rice Burroughs. Het is het tiende boek uit de Barsoom-serie.
Het boek bevat vier korte verhalen, die oorspronkelijk van maart tot oktober 1941 werden gepubliceerd in het tijdschrift Amazing Stories. Het boek zelf werd in 1948 uitgebracht door Edgar Rice Burroughs, Inc., en is het laatste van de Barsoom-boeken die nog tijdens Burroughs leven gepubliceerd werd.  De titel refereert aan het personage Llana, kleindochter van John Carter, die in alle vier de verhalen een rol speelt.

## Verhalen
De vier verhalen in de bundel zijn:
- "The Ancient Dead", oorspronkelijk  "The City of Mummies"
- "The Black Pirates of Barsoom", oorspronkelijk  "Black Pirates of Barsoom"
- "Escape on Mars", oorspronkelijk  "Yellow Men of Mars"
- "Invisible Men of Mars"

## Inhoud

### The Ancient Dead
Terwijl hij in zijn eentje eropuit is met een luchtschip, ziet John Carter hoe een witte Martiaan aangevallen wordt door een groep Groene Martianen. Hij komt de man, die zich later voorstelt als Pan Dan Chee, te hulp. Nadat ze de aanval hebben afgeslagen, duiken er meer witte Martianen op die John Carter meenemen naar een ondergrondse stad genaamd Horz. Carter leert dat de Martianen Orovars heten, en hun bestaan koste wat het kost verborgen willen houden voor de buitenwereld. Hoewel ze Carter dankbaar zijn voor zijn hulp, willen ze hem om die reden nooit meer laten gaan. Wanneer John Carter protesteert, wordt hij samen met Pan Dan Chee opgesloten in de tunnels onder de stad.
De twee proberen een andere uitweg te vinden. Ondertussen vertelt Carter Pan Dan Chee over zijn familie, met name zijn kleindochter Llana. Een paar dagen zwerven de twee mannen door de tunnels, waarbij ze regelmatig een lichtje zien en een vreemd gelach horen. Beide blijken afkomstig van een kluizenaar genaamd Lum Tar O, die al duizenden jaren onder de stad woont en al sinds de gloriedagen van Horz mensen naar zijn ondergrondse schuilplaats lokt, alwaar hij ze via hypnose in een schijndode slaap brengt. Hij probeert dit ook met Pan Dan Chee en Carter, maar Carter kan zich verzetten en doodt zijn tegenstander. Lum Tar O’s dood zorgt dat al zijn slachtoffers, wier veroudering al die jaren stil is blijven staan, ontwaken. De meeste weten niet beter dan dat Horz nog steeds de machtige stad is die het ooit was, en Carter heeft grote moeite hen te overtuigen van het tegendeel. Tot John Carters grote verbazing blijkt ook Llana in de schuilplaats van Lum Tar O te zijn, als een van zijn meest recente gevangenen.
De groep bereikt de uitgang van de tunnels, maar zodra de oude Orovars het zonlicht instappen halen de verloren jaren hen in en vergaan hun lichamen tot stof. Llana vertelt hoe ze zelf hier beland is; een paar dagen terug kregen zij en haar ouders (Carters dochter Tara en haar man Gahan, protagonisten uit The Chessmen of Mars) in Gathol bezoek van Hin Abtol, Jeddak van de Noordpoolstad Panar, die haar tot bruid wilde.  Toen Gahan weigerde, ontvoerde Hin Abtol haar. Llana kon echter zijn schip saboteren zodat dit net buiten Horz neerstortte, waarna ze zelf de tunnels invluchtte en daar door Lum Tar O gevonden werd.
De groep begeeft zich naar waar John Carter zijn eigen luchtschip had laten staan, maar dit blijkt te zijn verdwenen. Llana concludeert dat Hin Abtol het natuurlijk gestolen heeft. Bij gebrek aan vervoer begint het drietal noodgedwongen aan de voettocht terug naar Gathol.

### The Black Pirates of Barsoom
Na dagenlang rondgezworven te hebben, belanden John Carter, Llana en Pan Dan Chee bij een ravijn. Ze dalen af en vinden op de bodem een zeer vruchtbare vallei, bewoond door Zwarte Martianen. Terwijl het drietal de nacht in de vallei doorbrengt, worden ze gevangen door een groep van 200 soldaten en meegenomen naar de stad Kamtol.
In Kamtol wordt Carter gescheiden van de rest en meegenomen naar een kamer waar een machine zijn zenuwindex (die voor elk mens uniek is, gelijk een vingerafdruk) registreert. Vanaf dat moment kan de machine elk moment gebruikt worden om Carter te doden via vibraties die speciaal op zijn zenuwindex afgestemd zijn, en een dodelijke beroerte teweegbrengen. De machine, zo leert Carter later, was oorspronkelijk ontworpen om slaven en gevangen ervan te weerhouden Kamtol te ontvluchten en het geheim van de vruchtbare vallei bekend te maken, maar wordt nu door de Jeddak Doxus gebruikt om de hele bevolking van Kamtol onder de duim te houden. Van alle inwoners is namelijk de zenuwindex geregistreerd, dus niemand kan de stad zonder zijn toestemming verlaten.
Daar de inwoners van Kamtol hem nog niet kennen, doet John Carter zich voor als Dotar Sojat. Hij wordt als slaaf verkocht aan een edele die hem wil laten vechten als gladiator. Carter speelt het spel zo lang mee, maar werkt ondertussen aan een strategie om te ontsnappen. Haast is geboden daar er spoedig een delegatie Zwarte Martianen uit de Valley Dor langs zal komen, en die zullen hem zeker herkennen naar aanleiding van de gebeurtenissen in The Gods of Mars. Tijdens de gladiatorgevechen weet Carter indruk te maken op Doxus, die hem overkoopt. Dit geeft Carter de kans om in het paleis van Doxus de machine te vernietigen.
Die avond arriveert de delegatie en Carter moet voor vermaak zorgen door een duel te leveren met een door Doxus gekozen tegenstander. Net wanneer hij herkend wordt als de krijgsheer van Barsoom, ontsnapt Carter en verwoest de machine. Vervolgens vermomt hij zich als Zwarte Martiaan zodat hij Llana en Pan Dan Chee kan zoeken. Behalve hen bevrijdt hij ook een slaaf genaamd Jad-han, de broer van Janai (uit Synthetic Men of Mars). Met een gestolen luchtschip verlaat de groep Kamtol.

### Escape on Mars
Het viertal bereikt zonder problemen Gathol, maar bij aankomst blijkt de stad te worden belegerd door het leger van Hin Abtol. Carter landt het luchtschip daarom buiten de stad. Hij vindt al snel een groep soldaten van Gathol die niet in de stad waren toen Hin Abtol arriveerde. Van hen verneemt Carter dat Hin Abtol spoedig versterking verwacht, waarmee hij Gathol zeker zal kunnen veroveren.
De soldaten van Panar ontdekken al spoedig Llana en Pan Dan Chee, en nemen hen mee naar de Noordpool. Om ze terug te krijgen infiltreert John Carter in het leger van Hin Abtol. Hij ontdekt al snel dat de meeste soldaten in dit leger eigenlijk gevangenen zijn die tegen hun wil mee moeten vechten. Carter weet de dwar (legeraanvoerder) zover te krijgen dat hij hem een schip geeft, waarna hij een leger verzamelt van soldaten die bereid zijn Hin Abtol te verraden. Onder hen bevindt zich zowaar Tan Hadron, de protagonist uit A Fighting Man of Mars; toen hij op zoek was naar de vermiste John Carter en Llana werd hij neergeschoten door Hin Abtol’s leger en bij hen ingelijfd.
Met zijn leger begeeft John Carter zich naar de Noordpool, maar wanneer ze Panar naderen trekken de meeste soldaten zich opeens terug, daar ze volgens eigen zeggen bang zijn ‘weer ingevroren te worden’. Een muiterij is het gevolg, waarbij John Carter door slechts drie anderen (waaronder Tan Hadron) gesteund wordt. Na de muiterij worden Carter en een man genaamd Gor-Don overboord gezet, en vertrekt het schip zonder hen naar een onbekende bestemming. Met enkel Gor-Don reist John Carter te voet verder naar Panar. Eenmaal in Panar ontdekt hij waar de soldaten zo bang voor waren; Hin Abtol heeft reeds zoveel soldaten geronseld dat zijn hele leger te groot is om te onderhouden. Daarom laat hij soldaten voor wie hij momenteel geen nut heeft levend invriezen en ontdooit ze enkel voor als er een oorlog gevoerd moet worden.
John Carter vindt Llana terug in het paleis van Hin Abtol. John Carters eigen luchtschip, dat Hin Abtol gestolen had, is ook in het paleis. Hiermee vluchten de twee weg uit Panar.

### Invisible Men of Mars
John Carter en Llana besluiten eerst koers te zetten naar Helium en de vloot daar erbij te halen om Gathol te ontzetten. Onderweg maken ze een tussenlanding in een bos om proviand in te slaan. Daar worden ze echter aangevallen en gevangen door onzichtbare vijanden, en meegenomen naar een stad genaamd Invak. De inwoners van deze stad beschikken over speciale pillen die hen tijdelijk onzichtbaar maken. Alleen het licht van een speciale lamp, waar de hele stad vol mee hangt, kan dit effect opheffen. De stad is al jaren in oorlog met de eveneens in het bos verborgen stad Onvak, maar omdat beide partijen over de onzichtbaarheidspillen beschikken kunnen ze nauwelijks gevechten voeren.
Carter wordt gescheiden van Llana en vastgeketend aan een boom in het centrum van de stad. Daar bevindt zich ook een medegevangene die Carter nog kent van zijn eerste avontuur op Mars: Ptor Fak. Hij weet tevens het vertrouwen te winnen van twee inwoners van Invak: de vrouw Rojas, en een man genaamd Kandus.
Rojas ontwikkelt gevoelens voor Carter, en hij besluit hier zijn voordeel mee te doen om een ontsnapping te wagen. Hij krijgt haar zover dat ze hem wat van de pillen brengt. Vervolgens daagt Carter een krijger genaamd Motus uit voor een duel. Tijdens hun duel neemt Carter een pil in en wordt ook onzichtbaar. Hij bevrijdt Ptor Fak terwijl Rojas Llana uit de slavenvertrekken haalt. Samen ontsnappen ze uit Invak. John Carter biecht aan Rojas op dat hij al getrouwd is, maar het blijkt dat haar liefde voor hem ook slechts gespeeld was: ze wilde enkel hulp om uit Invak te ontsnappen.
Zonder oponthoud bereikt de groep Helium, waarna Carter de vloot verzamelt en Hin Abtols leger van Gathol verdrijft. Pan Dan Chee, die al die tijd nog een gevangene van Hin Abtol was, wordt met Llana herenigd en ze beantwoordt eindelijk zijn liefde voor haar.

## Achtergrond
De vier verhalen bevatten duidelijk meer humor dan eerdere Barsoomverhalen, daar Edgar Rice Burrough tegen het eind van zijn carrière aan zelfspot begon te doen.
In Australië bevinden de vier verhalen zich inmiddels in het publiek domein en zijn daar beschikbaar via Project Gutenberg.